# Bundesautobahn 620
De Bundesautobahn 620 (kortweg A620) is een Duitse autosnelweg die begint bij Dreieck Saarlouis, alwaar zich een aansluiting op de A8 is, en via Völklingen naar Saarbrücken loopt, waar een aansluiting op de A6 is. Daarbij dient de A620 zowel als deel van de verbinding tussen Saarbrücken en Luxemburg, rondweg van de steden in het midden van de Saar-regio en als stadsautosnelweg van Saarbrücken.
De A620 is volledig als vierstrooksweg met vaste rijbaanscheiding uitgevoerd, echter ontbreken in beide rijrichtingen op enkele plekken de vluchtstrook. Tussen de afritten Saarlouis-Lisdorf en Wadgassen bevond zich tot februari 2007 een tijdelijke brug. Vanwege het bochtige tracé ter plaatse gold een maximumsnelheid van 80 km/h. De situatie is verbeterd doordat men op deze plaats een nieuwe brug over de 
Saar heeft aangelegd. Daarnaast is een nieuwe afrit (Ensdorf) gepland. Deze biedt de A620 dan aansluiting op een nog aan te leggen weg tussen de B51 en de Franse grens.
Voor het gedeelte tussen Saarbrücken-Bismarck en -Luisenbrücke zijn er plannen tot ondertunneling, omdat dit gedeelte van de autosnelweg bij een waterstand van 3,90 meter boven NN onder water komt te liggen (hetgeen 1 à 2 keer per jaar voor minstens 2 dagen voorkomt). Het weggedeelte staat ter plekke bekend als zijrivier van de Saar met 13 letters (Stadtautobahn) genoemd.